# Adesuwa
Adesuwa (A Wasted Lust) es una película de ficción histórica nigeriana de 2012 producida y dirigida por Lancelot Oduwa Imasuen. Está protagonizada por Olu Jacobs, Bob-Manuel Udokwu y Kofi Adjorlolo. Programada para estrenarse en los cines de Nigeria el 4 de mayo de 2012, pero debido a conflictos de propiedad entre el director y el productor ejecutivo, se lanzó en DVD. Fue rodada en la ciudad de Benín, estado de Edo.
Recibió 10 nominaciones en los 8th Africa Movie Academy Awards, ganando en las categorías Logro en diseño de vestuario, Logro en efectos visuales y Mejor película nigeriana.

## Sinopsis
Adesuwa, es una princesa cuya belleza es conocida y exaltada por todos. Aun siendo la prometida del rey y gobernante del Imperio de Benín, Adesuwa es secuestrada.

## Elenco
- Olu Jacobs
- Bob-Manuel Udokwu
- Kofi Adjorlolo
- Ngozi Ezeonu
- Cliff Igbinovia
- Iyobosa Olaye - Adesuwa

## Recepción
Nollywood Reinvented le otorgó una calificación del 49%; alabando su producción, dirección y originalidad. El crítico la encontró interesante pero no especialmente apasionante.